# 日本国憲法第59条
日本国憲法第59条（にほんこく（にっぽんこく）けんぽうだい59じょう）は、日本国憲法の第4章にある条文で、法律案の議決、衆議院の優越について規定している。

## 条文
日本国憲法、e-Gov法令検索。

第五十九条
1. 法律案は、この憲法に特別の定のある場合を除いては、両議院で可決したとき法律となる。
2. 衆議院で可決し、参議院でこれと異なった議決をした法律案は、衆議院で出席議員の三分の二以上の多数で再び可決したときは、法律となる。
3. 前項の規定は、法律の定めるところにより、衆議院が、両議院の協議会を開くことを求めることを妨げない。
4. 参議院が、衆議院の可決した法律案を受け取つた後、国会休会中の期間を除いて六十日以内に、議決しないときは、衆議院は、参議院がその法律案を否決したものとみなすことができる。

## 解説
1項
この場合の両議院の可決は同一会期内に完遂することが要件であり、後議院側が継続審議後に可決した場合など会期が異なる場合は再度他議院に送付し同一会期内に可決をする必要がある。特別の定とは、次項で定める衆議院の優越（両議院で可決したわけではないのに法律となる場合）、ならびに日本国憲法第95条で定める地方自治特別法制定手続き（両議院で可決しただけでは法律とならない場合。住民投票で過半数の賛成を得て初めて法律となる）のことを指している。
2項
国会の基本的な権能である法律案の議決について衆議院の優越を定めたもの。参議院の議決を無視する形となるため過半数ではなく「出席議員の三分の二以上の多数」という要件が課されている。
3項
衆参の議決が異なる場合は両院協議会を開くことができるが、法律案の両院協議会開催は衆議院側の任意であり、衆議院は拒否することができる。
4項
参議院が送付（又は回付）された法律案をいつまでも議決しないことで会期終了による廃案を企図する等の、2項の再議決を妨げる状況が生ずることを防止するための規定である（みなし否決）。

## 沿革

### 大日本帝国憲法
東京法律研究会 p.6/9

第五條天皇ハ帝國議會ノ協贊ヲ以テ立法權ヲ行フ
第六條天皇ハ法律ヲ裁可シ其ノ公布及執行ヲ命ス
第三十七條凡テ法律ハ帝國議會ノ協贊ヲ經ルヲ要ス

### 憲法改正要綱
「憲法改正要綱」、国立国会図書館「日本国憲法の誕生」。

十五衆議院ニ於テ引続キ三回其ノ総員三分ノ二以上ノ多数ヲ以テ可決シテ参議院ニ移シタル法律案ハ参議院ノ議決アルト否トヲ問ハス帝国議会ノ協賛ヲ経タルモノトスル旨ノ規定ヲ設クルコト

### GHQ草案
「GHQ草案」、国立国会図書館「日本国憲法の誕生」。

#### 日本語
第五十二条法律ハ法律案ニ依ルニアラサレハ之ヲ議決スルコトヲ得ス
第五十九条国会ハ此ノ憲法ノ規定ヲ施行スル為必要ニシテ適当ナル一切ノ法律ヲ制定スヘシ

#### 英語
Article LII.No law shall be passed except by bill.
Article LIX.The Diet shall enact all laws necessary and proper to carry into execution the provisions of this Constitution.

### 憲法改正草案要綱
「憲法改正草案要綱」、国立国会図書館「日本国憲法の誕生」。

第五十四
法律案ハ此ノ憲法ニ特別ノ定ヲ為シタル場合ヲ除クノ外両議院ニ於テ可決シタル時法律トシテ成立スルコト
衆議院ニ於テ可決シ参議院ニ於テ否決シタル法律案ハ衆議院ニ於テ出席議員三分ノ二以上ノ多数ヲ以テ再度可決スルトキハ法律トシテ成立スルモノトスルコト
参議院ガ衆議院ノ可決シタル法律案ヲ受領シタル後議会休会中ノ期間ヲ除キ六十日以内ニ議決ヲ為スニ至ラザルトキハ衆議院ハ参議院ガ右法律案ヲ否決シタルモノト看做スコトヲ得ルコト

### 憲法改正草案
「憲法改正草案」、国立国会図書館「日本国憲法の誕生」。

第五十五条
法律案は、この憲法に特別の定のある場合を除いては、両議院で可決したとき法律となる。
衆議院で可決し、参議院でこれと異なつた議決をした法律案は、衆議院で出席議員の三分の二以上の多数で再び可決したときは、法律となる。
参議院が、衆議院の可決した法律案を受け取つた後、国会休会中の期間を除いて六十日以内に議決しないときは、衆議院は、参議院がその法律案を否決したものとみなすことができる。

### 帝国憲法改正案
「帝国憲法改正案」、国立国会図書館「日本国憲法の誕生」。

第五十五条
法律案は、この憲法に特別の定のある場合を除いては、両議院で可決したとき法律となる。
衆議院で可決し、参議院でこれと異なつた議決をした法律案は、衆議院で出席議員の三分の二以上の多数で再び可決したときは、法律となる。
参議院が、衆議院の可決した法律案を受け取つた後、国会休会中の期間を除いて六十日以内に、議決しないときは、衆議院は、参議院がその法律案を否決したものとみなすことができる。

## 関連条文
- 日本国憲法第60条（予算先議権）
- 日本国憲法第61条（条約の締結）
- 日本国憲法第67条（総理大臣の指名）
- 日本国憲法第69条（内閣不信任）

## 判例
- 警察法改正無効事件(最高裁判例 昭和37年03月07日）憲法81条、憲法92条
裁判所の法令審査権は、国会の両院における法律制定の議事手続の適否には及ばないと解すべきである。